# Tintigny
Tintigny là một đô thị ở tỉnh Luxembourg. Ngày 1 tháng 1 năm 2007 đô thị này có 3,739 dân. Tổng diện tích là 81,79 km², với mật độ dân số 45,7 người trên mỗi km².

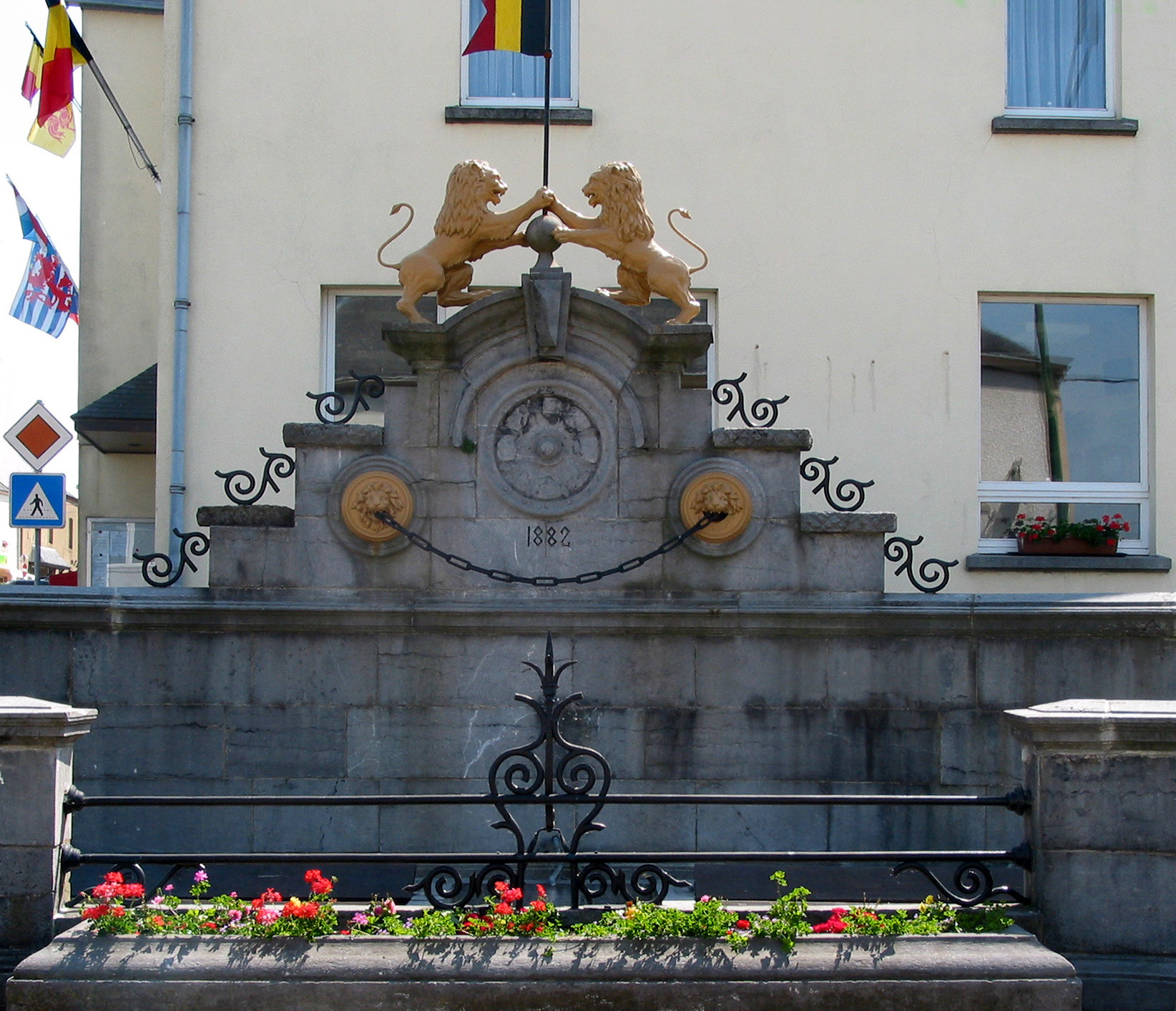
Đài nước.